# Fabien Gengenbacher

a Compétitions nationales et continentales officielles uniquement.

b Matchs officiels uniquement.
Fabien Gengenbacher, né le 13 janvier 1984 à Albertville, est un joueur et entraîneur français de rugby à XV. Il joue avec le FC Grenoble de 2006 à 2017, évoluant au poste d'arrière et plus rarement de demi d'ouverture (1,82 m pour 84 kg). Il devient ensuite manager sportif.

## Biographie
Formé au Stade Olympique Ugine Albertville (SOUA) il a commencé sa carrière professionnelle en 2003, avec le CS Bourgoin-Jallieu et a notamment disputé une dizaine de rencontres de Top 16 et 6 de coupe d'Europe. Il passe une saison au Lyon olympique universitaire avant de rejoindre le FC Grenoble.
En 2012 il devient champion de France de Pro D2 avec le FC Grenoble
En 2014, il est nommé capitaine du FC Grenoble.
En 2017, il annonce la fin de sa carrière professionnelle. Il se blesse au genoux au bout de 20 minutes lors de la rencontre de Top 14 qui oppose le FC Grenoble au Castres olympique. Ce sera son dernier match dans l'élite du rugby Français ; il sortira sous les ovations du public du stade des Alpes en ce 25 mars 2017. Il aura disputé 91 matches en Top 14, 137 en Pro D2, 9 en challenge Cup et 6 en H Cup.
Lors de la saison 2019-2020, il intègre l'encadrement de l'équipe professionnelle du FC Grenoble. Il s'occupe une fois par semaine du jeu au pied.
Il devient manager sportif du FCG à partir de la saison 2021-2022.
En septembre 2021, il intègre la 12ème promotion 2021-2023 du DU Manager Général du CDES de Limoges.
Il est nommé manager du LOU Rugby à compter de la saison 2023-2024 en remplacement de Xavier Garbajosa.

## Sélections nationales
- International -18 ans[réf. nécessaire]
- International -19 ans (participation au championnat du monde 2003 en France, 4 sélections)[réf. nécessaire]
- International universitaire (2 sélections en 2004 - Italie et Angleterre, 2 sélections en 2005 - Angleterre 2 fois).[réf. nécessaire]

## Palmarès

### Joueur
- Championnat de France de Pro D2 :
  - Champion (1) : 2012 avec le FC Grenoble.

### Entraîneur
- Championnat de France de Pro D2 :
  - Vice-champion (1) : 2023 avec le FC Grenoble
- Barrage d'accession au championnat de France :
  - Finaliste (1) : 2023 avec le FC Grenoble